# Заміська сільська рада
Замі́ська сільська́ ра́да — адміністративно-територіальна одиниця та орган місцевого самоврядування в Валківському районі Харківської області. Адміністративний центр — село Заміське.

## Загальні відомості
- Заміська сільська рада утворена в 1922 році.
- Територія ради: 50,95 км²
- Населення ради: 876 осіб (станом на 2001 рік)
- Територією ради протікає річка Орчик.

## Населені пункти
Сільській раді підпорядковані населені пункти:
- с. Заміське
- с. Бугаївка
- с. Бурякове
- с. Корнієнкове
- с. Косенкове
- с. Мала Кадигробівка
- с. Перепелицівка
- с. Рудий Байрак
- с. Тупицівка
- с. Щербинівка

## Склад ради
Рада складається з 12 депутатів та голови.
- Голова ради: Єфіменко Михайло Володимирович
- Секретар ради: Бреславець Владислав Віталійович

### Керівний склад попередніх скликань
Примітка: таблиця складена за даними сайту Верховної Ради України

### Депутати
За результатами місцевих виборів 2010 року депутатами ради стали:

#### За суб'єктами висування
| Суб'єкт висування | Кількість обраних депутатів | %    |
| ----------------- | --------------------------- | ---- |
| Партія регіонів   | 7                           | 58,3 |
| Самовисування     | 5                           | 41,7 |

#### За округами
| № округу        | Прізвище, ім'я, по батькові    | Дата визнання обраним | Освіта           | Партійна приналежність                        | Відомості про обраного депутата                             |
| --------------- | ------------------------------ | --------------------- | ---------------- | --------------------------------------------- | ----------------------------------------------------------- |
| Партія регіонів |                                |                       |                  |                                               |                                                             |
| 1               | Тугай Марина Андріївна         | 04.11.2010            | незакінчена вища | член Партії регіонів                          | ХДАУ ім. Докучаєва, студент 5 курсу                         |
| 2               | Собакар Тетяна Леонідівна      | 04.11.2010            | вища             | член Партії регіонів                          | Заміська сільська рада, спеціаліст з бухгалтерського обліку |
| 3               | Сметана Олександра Миколаївна  | 04.11.2010            | вища             | член Партії регіонів                          | Заміська сільська рада, секретар                            |
| 5               | Макаренко Микола Григорович    | 04.11.2010            | середня          | член Партії регіонів                          | приватний підприємець                                       |
| 6               | Власенко Олександр Борисович   | 04.11.2010            | вища             | позапартійний                                 | Валківський райвійськомат, відповідальний виконавець        |
| 10              | Поляцьковий Микола Іванович    | 04.11.2010            | середня          | член Партії регіонів                          | приватний підприємець                                       |
| 12              | Кадигроб Микола Олексійович    | 04.11.2010            | середня          | позапартійний                                 | приватний підприємець                                       |
| Самовисування   |                                |                       |                  |                                               |                                                             |
| 4               | Кулинич Олексій Олексійович    | 04.11.2010            | вища             | позапартійний                                 | Валківська ЦРЛ, лікар терапевт                              |
| 7               | Новікова Тетяна Іванівна       | 04.11.2010            | середня          | член Всеукраїнського об'єднання «Батьківщина» | Валківський територіальний центр, соціальний працівник      |
| 8               | Буряк Іван Андрійович          | 04.11.2010            | вища             | член Всеукраїнського об'єднання «Батьківщина» | пенсіонер                                                   |
| 9               | Камишанський Сергій Васильович | 04.11.2010            | середня          | член Всеукраїнського об'єднання «Батьківщина» | тимчасово не працює                                         |
| 11              | Єфіменко Михайло Володимирович | 04.11.2010            | вища             | член Всеукраїнського об'єднання «Батьківщина» | тимчасово не працює                                         |